# Marcel Vonlanden
Marcel Vonlanden (Lausanne, 8 september 1933) is een Zwitsers voormalig voetballer die speelde als aanvaller.

## Carrière
Vonlanden speelde een seizoen bij FC Fribourg alvorens te gaan spelen voor Lausanne Sports waarmee hij in 1962 de beker won.
Hij speelde tien interlands voor Zwitserland waarin hij niet tot scoren kwam. Hij nam met de Zwitserse ploeg deel aan het WK voetbal 1962 in Chili.

## Erelijst
- Lausanne Sports
  - Zwitserse voetbalbeker: 1962